# Josef Štěpánek (historik)
Josef Štěpánek (7. června 1842 Skuteč – 29. března 1915 Praha) byl český středoškolský profesor, historik a spisovatel.

## Život
Od roku 1868 působil jako vychovatel v rodině Thurn-Taxisů v Čechách i v pruských Galkowicích, od roku 1875 byl suplentem litomyšlského gymnázia a dva roky poté byl jmenován skutečným učitelem tohoto ústavu. Patřil k zakladatelům pěveckého spolku Rubeš ve Skutči. V roce 1893 byl jmenován profesorem na C. k. české vyšší reálce v Praze-Karlíně.
Po dvou zkušebních letech vykonal před reálnou komisí ve Vídni státní zkoušky z českého a německého jazyka. V roce 1877 obdržel místo skutečného učitele při měšťanských reálných školách (později gymnázium) v Litomyšli. Když roku 1883 přešly reálné školy v Litomyšli pod státní správu a byly spojeny se státní střední školou, byl Josef Štěpánek jmenován ministerstvem kultu a vyučování ustanoven definitivně učitelem. Roku 1888 se stal dopisujícím členem Matice české a následující rok se stal konzervátorem c.k. komise pro vypátrání a zachování památek uměleckých a historických. Na litomyšlském gymnáziu vyučoval až do konce školního roku 1892/3. Nastoupil na c.k. vyšší reálku v Karlíně, kde působil až do roku 1907. Zemřel po pětileté chorobě dne 29. března. Pohřben byl 31. března 1915 na bubenečském hřbitově.
Roku 1862 založil společně s Aloisem Machatým a Antonínem Pražanem pěvecký sbor Rubeš ve Skutči. V šedesátých letech 19. století objevil Josef Štěpánek při opravách děkanského chrámu ve Skutči v presbytáři na stěně staré malby. Důkladně je popsal a popis odeslal prof. Vocelovi. „Popis ten uveřejněn byl r. 1872 v Památkách archeologických a místopisných s názvem Chrám nanebevzetí P. Marie ve Skutči (Staré malby na stěně).“[1] V r. 1893 byl jmenován profesorem na C. k. české vyšší reálce v Praze-Karlíně.

## Spisy
Josef Štěpánek za svého působení v Litomyšli vydal spoustu studií ve výročních zprávách a regionálních novinách. Samostatně vyšly spisy:
- Graduál litomyšlský
- Kdy panovníci a členové rodin v Čechách panujících navštívili Litomyšl. Na oslavu pobytu Jeho Veličenstva císaře a krále Františka Josefa I. v Litomyšli při vojenských cvičeních polních dne 10.-14. září 1889
- Dějiny c.k. vyššího gymnasia v Litomyšli
- (spolu s Bohumilem Matějkou a Zdeňkem Wirthem): Soupis památek historických a uměleckých v politickém okresu litomyšlském (29. díl edice Soupis památek historických a uměleckých v království Českém. Litomyšl 1908 dostupné on-line Archivováno 27. 11. 2014 na Wayback Machine.